# Тундра Алеутських островів
Тундра Алеутських островів (ідентифікатор WWF: NA1102) — неарктичний екорегіон тундри, розташований на Алеутських островах в США.

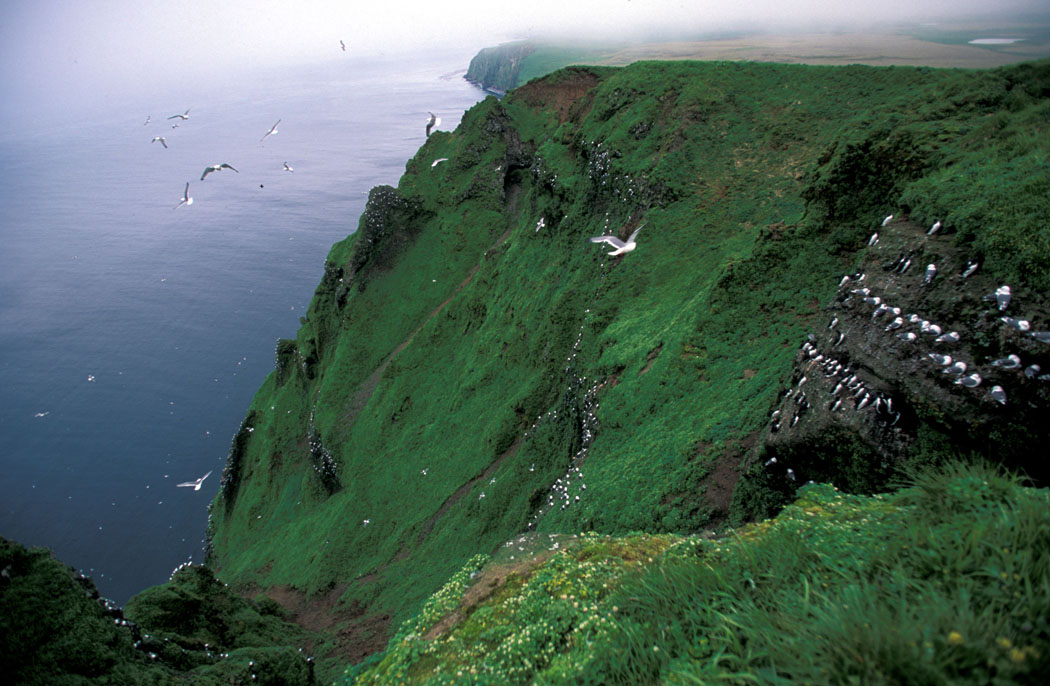
Колонія червононогих мартинів на острові Сент-Джордж (острів)

## Географія
Алеутські острови — вулканічний архіпелаг, який простягається на 1500 км зі сходу на захід, від Аляски до Камчатки, відділяючи Берингове море від Тихого океану. Він включає 14 великих і 55 менших островів. які діляться на шість острівних груп: Лисячі острови, Чотирьохсопочні острови, Андреянівські острови, Щурячі острови, Ближні острови та Командорські острови. Командорські острови, які належать Росії, і розташовані найближче до Камчатського півострова, належать до екорегіону луків та рідколісь Камчатки та Курил, натомість до екорегіону тундри Алеутських островів включають також острови Прибилова, розташовані в Беринговому морі. Найбільшими островами Алеутського архіпелагу є Унімак (4069,9 км²), Уналашка (2720 км²), Умнак (1776,8 км²) та Атту (893 км²). Найвищою вершиною регіону є діючий вулкан Шишалдина висотою 2857 м, розташований на острові Унімак. На Алеутських островах є багато активних вулканів, часто відбуваються землетруси та підводні виверження.

## Клімат
На більшій частині екорегіону переважає відносно м'який субполярний океанічний клімат (Cfc за класифікацією кліматів Кеппена). Середньодобова мінімальна температура взимку коливається від -7 до -2 °C, а максимальна — від 2 до 5 °C. Середня мінімальна температура влітку становить 4 °C, а середня максимальна коливається від 10 до 13 °C. Середньорічна кількість опадів на рівні моря коливається від 530 мм до 2080 мм. Як правило, великі острови отримують більше опадів, ніж менші, а узбережжя більше, ніж внутрішні райони островів.

## Флора
На гірських схилах та на відкритих ділянках ростуть карликові чагарники, серед яких переважає чорна водянка (Empetrum nigrum) та арктична верба (Salix arctica). Серед інших рослин, поширених на Алеутських островах, слід відзначити брусницю (Vaccinium vitis-idaea), лохину (Vaccinium uliginosum), чотиригранну кассіопею (Cassiope tetragona), звичайне багно (Rhododendron tomentosum), а також різноманітні осоки, лишайники та мохи. У низинах та на більш захищених ділянках поширені трави та осоки. На зволожених ділянках зустрічаються луки, основу яких складає канадський куничник (Calamagrostis canadensis) та різнотрав'я, а в сухих прибережних районах — злакові трав'янисті угруповання. На низинних болотах ростуть карликові чагарники, осоки, сфагнум (Sphagnum) та інші мохи, відмерлі рештки яких формують товстий шар торфу. Серед ендемічних рослин, що зустрічаються на Алеутських островах, слід відзначити алеутський ломикамінь (Saxifraga aleutica), алеутський полин (Artemisia aleutica), алеутський роговик (Cerastium aleuticum), алеутську філодоцію (Phyllodoce aleutica) та алеутський багаторядник (Polystichum aleuticum). Дерева на островах відсутні.

## Фауна
На Алеутських островах знаходяться багато великих та глобально важливих колоній морських птахів. Так, на островах Прибилова гніздиться близько 3 мільйонів морських птахів, зокрема 75 % світової популяції червононогих мартинів (Rissa brevirostris). Серед інших морських птахів, що гніздяться на Алеутських островах, слід відзначити малу конюгу (Aethia pygmaea), велику конюгу (Aethia cristatella), конюгу-крихітку (Aethia pusilla), камчатського крячка (Onychoprion aleuticus), тихоокеанського баклана (Phalacrocorax urile), сизу качурку (Oceanodroma furcata), топорика (Fratercula cirrhata) та тихоокеанську іпатку (Fratercula corniculata). Також на островах екорегіону мешкають білі куріпки (Lagopus lagopus), тундрові куріпки (Lagopus muta), білі сови (Bubo scandiacus), сивоголові катуньчики (Leucosticte tephrocotis), лапландські подорожники (Calcarius lapponicus), снігові пуночки (Plectrophenax nivalis) та співочі пасовки (Melospiza melodia). Загалом на Алеутських островах зареєстровано 405 видів птахів, більшість з яких є бродячими птахами азійського походження.
Серед морських ссавців, які зустрічаються на Алеутських островах, слід відзначити північного морського котика (Callorhinus ursinus), сивуча (Eumetopias jubatus), тихоокеанського звичайного тюленя (Phoca vitulina richardsi), тихоокеанського моржа (Odobenus rosmarus divirgens) та морського калана (Enhydra lutris). У водах навколо островів зустрічаються малі смугачі (Balaenoptera acutorostrata), фінвали (Balaenoptera physalus), горбачі (Megaptera novaeangliae), косатки (Orcinus orca) та інші кити. На більшості Алеутських островів наземні ссавці відсутні, однак деякі острови регулярно відвідують білі ведмеді (Ursus maritimus) та песці (Vulpes lagopus). Ендеміками екорегіону є прибиловські білозубки (Sorex pribilofensis) та ушалашкинські лемінги (Dicrostonyx unalascensis).

## Збереження
Оцінка 2017 року показала, що 10 279 км², або 98 % екорегіону, є заповідними територіями. Майже весь екорегіон розташований в межах Аляскинського морського національного природного заповідника.